# Eredivisie 1967/68
Het seizoen 1967/1968 van de Nederlandse Eredivisie voetbal was het twaalfde seizoen waarin onder de KNVB-vlag een professionele Eredivisie werd gevoetbald.
Ajax werd voor het derde jaar op rij landskampioen. Het was de eerste club in de Eredivisie die dit lukte.

## Teams
| Club           | Plaats     | Accommodatie                        | Capaciteit | Trainer                         |
| -------------- | ---------- | ----------------------------------- | ---------- | ------------------------------- |
| ADO            | Den Haag   | Zuiderparkstadion                   | 29.000     | Ernst Happel                    |
| Ajax           | Amsterdam  | De Meer                             | 29.500     | Rinus Michels                   |
| DOS            | Utrecht    | Galgenwaard                         | 23.000     | Louis van den Bogert            |
| DWS            | Amsterdam  | Olympisch Stadion                   | 65.000     | Lászlo Zalai                    |
| FC Twente '65  | Enschede   | Het Diekman                         | 25.000     | Kees Rijvers                    |
| Feijenoord     | Rotterdam  | Stadion Feijenoord                  | 65.000     | Ben Peeters                     |
| Fortuna '54    | Geleen     | Mauritsstadion                      | 27.000     | Bram Appel Henk Reuvers (a.i.)  |
| Go Ahead       | Deventer   | Vetkampstraat                       | 20.000     | František Fadrhonc              |
| GVAV           | Groningen  | Oosterpark                          | 17.500     | Ludwig Veg                      |
| MVV            | Maastricht | Geusselt                            | 18.000     | Friedrich Donenfeld             |
| NAC            | Breda      | Beatrixstraat                       | 18.000     | Bob Janse                       |
| N.E.C.         | Nijmegen   | Goffertstadion                      | 29.000     | Jan Remmers                     |
| PSV            | Eindhoven  | Philips Stadion                     | 17.500     | Milan Nikolić Wim Blokland      |
| Sittardia      | Sittard    | De Baandert                         | 20.000     | Vladimir Beara Koos Sins (a.i.) |
| Sparta         | Rotterdam  | Het Kasteel                         | 32.000     | Wiel Coerver                    |
| Volendam       | Volendam   | Julianaweg                          | 15.000     | Ron Dellow                      |
| Telstar        | Velsen     | Schoonenberg                        | 18.000     | Piet de Visser                  |
| Xerxes/DHC '66 | Delft      | Gemeentelijk Sportpark Brasserskade | 18.000     | Kurt Linder                     |

## Eindstand
| pos | club           | gs | w  | g  | v  | pnt | dv | dt | ds  |
| --- | -------------- | -- | -- | -- | -- | --- | -- | -- | --- |
| 1.  | Ajax           | 34 | 27 | 4  | 3  | 58  | 96 | 19 | 77  |
| 2.  | Feijenoord     | 34 | 25 | 5  | 4  | 55  | 84 | 21 | 63  |
| 3.  | Go Ahead       | 34 | 17 | 8  | 9  | 42  | 65 | 41 | 24  |
| 4.  | ADO            | 34 | 15 | 11 | 8  | 41  | 53 | 34 | 19  |
| 5.  | Sparta         | 34 | 15 | 10 | 9  | 40  | 53 | 33 | 20  |
| 6.  | GVAV           | 34 | 10 | 16 | 8  | 36  | 38 | 35 | 3   |
| 7.  | Xerxes/DHC '66 | 34 | 13 | 9  | 12 | 35  | 45 | 47 | -2  |
| 8.  | FC Twente '65  | 34 | 13 | 8  | 13 | 34  | 56 | 58 | -2  |
| 9.  | DWS            | 34 | 12 | 8  | 14 | 32  | 47 | 57 | -10 |
| 10. | N.E.C.         | 34 | 9  | 13 | 12 | 31  | 41 | 51 | -10 |
| 11. | Telstar        | 34 | 11 | 7  | 16 | 29  | 43 | 55 | -12 |
| 12. | Volendam       | 34 | 8  | 13 | 13 | 29  | 39 | 56 | -17 |
| 13. | MVV            | 34 | 8  | 12 | 14 | 28  | 37 | 50 | -13 |
| 14. | PSV            | 34 | 9  | 9  | 16 | 27  | 43 | 54 | -11 |
| 15. | NAC            | 34 | 9  | 8  | 17 | 26  | 25 | 56 | -31 |
| 16. | DOS¹           | 34 | 6  | 13 | 15 | 25  | 40 | 64 | -24 |
| 17. | Fortuna '54¹   | 34 | 6  | 13 | 15 | 25  | 37 | 70 | -33 |
| 18. | Sittardia      | 34 | 6  | 7  | 21 | 19  | 38 | 79 | -41 |

### Legenda
| Kleur | Kwalificatie voor                                                                            |
| ----- | -------------------------------------------------------------------------------------------- |
|       | Landskampioen, Europacup I en speelt in de zomer Intertoto Cup                               |
|       | Jaarbeursstedenbeker en speelt in de zomer Intertoto Cup                                     |
|       | KNVB Beker winnaar, Europacup II en speelt ook Intertoto Cup in de zomer                     |
|       | Club houdt op te bestaan                                                                     |
|       | Jaarbeursstedenbeker                                                                         |
|       | Geen degradatie naar de Eerste divisie door fusie met elkaar en faillissement Xerxes/DHC '66 |

### Uitslagen
| Thuis (beneden) / Uit (rechts) | ADO   | AJA   | DOS   | DWS   | FEIJ  | F54   | GOA   | GVA   | MVV   | NAC   | N.E.C. | PSV   | SIT   | SPA   | TEL   | TWE   | VOL   | XED   |
| ------------------------------ | ----- | ----- | ----- | ----- | ----- | ----- | ----- | ----- | ----- | ----- | ------ | ----- | ----- | ----- | ----- | ----- | ----- | ----- |
| ADO                            |       | 1 – 0 | 5 – 1 | 3 – 1 | 3 – 6 | 0 – 0 | 0 – 0 | 3 – 3 | 2 – 1 | 2 – 1 | 0 – 1  | 0 – 0 | 4 – 0 | 2 – 0 | 2 – 1 | 2 – 2 | 2 – 0 | 0 – 2 |
| Ajax                           | 2 – 1 |       | 4 – 0 | 3 – 2 | 1 – 0 | 7 – 1 | 2 – 0 | 3 – 1 | 4 – 0 | 3 – 0 | 9 – 1  | 4 – 0 | 4 – 0 | 3 – 0 | 3 – 0 | 2 – 1 | 7 – 1 | 5 – 0 |
| DOS                            | 2 – 2 | 1 – 1 |       | 1 – 2 | 2 – 0 | 0 – 2 | 0 – 1 | 2 – 2 | 1 – 0 | 0 – 0 | 2 – 2  | 0 – 3 | 2 – 1 | 1 – 1 | 4 – 0 | 5 – 0 | 2 – 1 | 1 – 1 |
| DWS                            | 1 – 0 | 1 – 4 | 3 – 1 |       | 1 – 2 | 2 – 0 | 1 – 3 | 1 – 1 | 0 – 0 | 2 – 1 | 1 – 3  | 1 – 2 | 3 – 0 | 1 – 0 | 3 – 1 | 2 – 1 | 3 – 3 | 1 – 2 |
| Feijenoord                     | 1 – 0 | 1 – 0 | 5 – 0 | 4 – 0 |       | 6 – 0 | 3 – 1 | 0 – 0 | 3 – 0 | 4 – 0 | 2 – 0  | 4 – 2 | 5 – 1 | 3 – 1 | 2 – 0 | 6 – 0 | 4 – 1 | 0 – 1 |
| Fortuna '54                    | 1 – 2 | 1 – 4 | 2 – 2 | 1 – 1 | 0 – 1 |       | 1 – 1 | 0 – 2 | 2 – 2 | 1 – 1 | 2 – 2  | 0 – 3 | 2 – 1 | 1 – 0 | 1 – 1 | 4 – 2 | 5 – 0 | 3 – 1 |
| Go Ahead                       | 0 – 4 | 0 – 1 | 7 – 1 | 2 – 1 | 1 – 1 | 3 – 1 |       | 3 – 1 | 2 – 0 | 6 – 0 | 3 – 1  | 5 – 1 | 3 – 0 | 0 – 0 | 3 – 1 | 0 – 0 | 3 – 1 | 3 – 0 |
| GVAV                           | 2 – 0 | 1 – 1 | 1 – 1 | 1 – 1 | 0 – 0 | 2 – 0 | 1 – 0 |       | 2 – 2 | 0 – 1 | 0 – 0  | 2 – 1 | 1 – 2 | 0 – 1 | 1 – 0 | 2 – 2 | 3 – 0 | 1 – 1 |
| MVV                            | 1 – 2 | 0 – 4 | 2 – 0 | 2 – 0 | 0 – 2 | 2 – 0 | 1 – 1 | 1 – 1 |       | 2 – 0 | 1 – 0  | 0 – 0 | 6 – 4 | 0 – 0 | 3 – 2 | 0 – 1 | 0 – 0 | 0 – 0 |
| NAC                            | 0 – 0 | 0 – 1 | 1 – 1 | 1 – 0 | 0 – 3 | 0 – 0 | 1 – 2 | 0 – 0 | 1 – 1 |       | 0 – 0  | 2 – 1 | 1 – 0 | 1 – 0 | 2 – 1 | 1 – 0 | 0 – 2 | 4 – 2 |
| N.E.C.                         | 1 – 0 | 0 – 2 | 1 – 1 | 2 – 2 | 0 – 5 | 0 – 0 | 3 – 3 | 0 – 1 | 4 – 2 | 2 – 1 |        | 4 – 0 | 2 – 2 | 3 – 1 | 2 – 0 | 1 – 1 | 2 – 2 | 0 – 0 |
| PSV                            | 1 – 1 | 1 – 2 | 1 – 1 | 5 – 1 | 1 – 0 | 1 – 1 | 1 – 2 | 0 – 0 | 0 – 3 | 6 – 0 | 1 – 0  |       | 4 – 1 | 1 – 5 | 0 – 1 | 1 – 2 | 1 – 1 | 1 – 1 |
| Sittardia                      | 2 – 2 | 1 – 1 | 4 – 2 | 0 – 1 | 1 – 2 | 3 – 0 | 0 – 1 | 3 – 1 | 2 – 2 | 0 – 2 | 1 – 3  | 1 – 1 |       | 0 – 3 | 1 – 4 | 2 – 1 | 2 – 1 | 1 – 1 |
| Sparta                         | 1 – 4 | 1 – 0 | 3 – 0 | 4 – 1 | 1 – 1 | 1 – 1 | 1 – 1 | 4 – 0 | 2 – 0 | 2 – 1 | 1 – 0  | 3 – 0 | 5 – 0 |       | 1 – 1 | 0 – 0 | 1 – 1 | 3 – 0 |
| Telstar                        | 0 – 0 | 0 – 3 | 1 – 0 | 1 – 1 | 1 – 2 | 3 – 1 | 2 – 1 | 0 – 3 | 0 – 0 | 4 – 0 | 2 – 0  | 2 – 1 | 1 – 1 | 1 – 3 |       | 4 – 1 | 2 – 1 | 2 – 2 |
| FC Twente '65                  | 0 – 3 | 1 – 1 | 2 – 2 | 1 – 3 | 1 – 2 | 8 – 2 | 5 – 2 | 1 – 2 | 2 – 1 | 3 – 1 | 1 – 0  | 1 – 0 | 5 – 1 | 2 – 0 | 4 – 2 |       | 2 – 1 | 2 – 0 |
| Volendam                       | 0 – 0 | 1 – 4 | 1 – 0 | 1 – 1 | 1 – 1 | 1 – 1 | 1 – 0 | 0 – 0 | 4 – 1 | 2 – 1 | 0 – 0  | 2 – 0 | 1 – 0 | 2 – 3 | 0 – 2 | 1 – 1 |       | 4 – 1 |
| Xerxes/DHC '66                 | 0 – 1 | 0 – 1 | 2 – 1 | 1 – 2 | 0 – 3 | 5 – 0 | 4 – 2 | 1 – 0 | 2 – 1 | 3 – 0 | 2 – 1  | 1 – 2 | 2 – 0 | 1 – 1 | 3 – 0 | 2 – 0 | 1 – 1 |       |

## Degradatie
¹Sittardia zou, gezien de laatste plaats op de ranglijst, rechtstreeks degraderen. Een beslissingswedstrijd tussen de nummers 16 DOS en Fortuna '54 (beide 28 punten behaald) zou de tweede degradant moeten aanwijzen.

### Beslissingswedstrijd
| Datum + plaats                                                                           | Wedstrijd         | Uitslag                   | Scoreverloop |
| ---------------------------------------------------------------------------------------- | ----------------- | ------------------------- | --- |
| 1 juni 1968, Eindhoven, Philips Stadion 11.500 toeschouwers Scheidsrechter: Jef Dorpmans | DOS – Fortuna '54 | 4 – 3 (3 – 3, 2 – 1) n.v. | 8' Nico Hardeman 1–0, 13' Abbes van Vliet 2–0, 14' Harry Golsteijn 2–1, 57' Piet Giesen 2–2, 65' Nico Hardeman 3–2, 70' Piet Giesen 3–3, 100' Henk Wery 4–3 |

De wedstrijd werd door DOS dus gewonnen met 4–3. Omdat Xerxes/DHC failliet ging en Fortuna '54 en Sittardia fuseerden tot Fortuna Sittardia Combinatie, kwam er toch een plek vrij voor de Limburgse fusieclub en degradeerde geen enkele club uit de eredivisie.

## Topscorers
| #   | Naam                  | Club           | Goal |
| --- | --------------------- | -------------- | ---- |
| 01. | Ove Kindvall          | Feijenoord     | 28   |
| 02. | Willem van Hanegem    | Xerxes/DHC '66 | 26   |
| 03. | Johan Cruijff         | Ajax           | 25   |
| 04. | Dick van Dijk         | FC Twente '65  | 22   |
| 05. | Willy van der Kuijlen | PSV            | 21   |
| 06. | Ruud Geels            | Feijenoord     | 20   |
| 07. | Hans Venneker         | N.E.C.         | 19   |
| 07. | Nol Heijerman         | Sparta         | 19   |
| 09. | Henk Groot            | Ajax           | 15   |
| 10. | Klaas Nuninga         | Ajax           | 13   |
| 10. | Henk Wery             | DOS            | 13   |